# NGC 4314
NGC 4314 es una galaxia espiral barrada situada en la constelación de Coma Berenices a una distancia de 40 millones de años luz. Se caracteriza por ser una galaxia espiral anémica, con un contenido en hidrógeno neutro ínfimo —100 veces menor del que cabría esperar para una galaxia de su tipo—, quizás debido a rozamiento con el gas que llena el espacio intergaláctico o a interacciones gravitatorias con otras galaxias entre otras causas, y caracterizada además de por eso por estar casi todo el gas que contiene en la forma de hidrógeno molecular y concentrado en un anillo alrededor del núcleo. Dicho anillo —que ha sido estudiado con ayuda del telescopio espacial Hubble y que aparece en la imagen de la derecha— es la única región de la galaxia dónde se están formando estrellas, y está rodeado por dos brazos espirales con poco gas o polvo, pero en los que hay evidencia de formación estelar hace 200 millones de años, lo que sugiere que la formación estelar se ha ido desplazando a la región central de la galaxia, o que en cambio se han formado debido a la interacción entre la barra galáctica y el anillo central.